# Сайкава Норікацу
Сайкава Норікацу (яп. 齋川 哲克; нар. 11 березня 1986, Сано, префектура Тотіґі) — японський борець греко-римського стилю, срібний та бронзовий призер чемпіонатів Азії, бронзовий призер Азійських ігор, учасник Олімпійських ігор.

## Біографія
Боротьбою почав займатися з 2000 року. Чемпіон Азії 2003 року серед кадетів.
Виступав за борцівський клуб «Ріомо Якулт».

## Спортивні результати на міжнародних змаганнях

### Виступи на Олімпіадах
| Змагання                    | Збірна | Вагова категорія                 | Місце |
| --------------------------- | ------ | -------------------------------- | ----- |
| Літні Олімпійські ігри 2012 | Японія | греко-римська боротьба, до 96 кг | 17    |

### Виступи на Чемпіонатах світу
| Змагання                        | Збірна | Вагова категорія                 | Місце |
| ------------------------------- | ------ | -------------------------------- | ----- |
| Чемпіонат світу з боротьби 2009 | Японія | греко-римська боротьба, до 84 кг | 28    |
| Чемпіонат світу з боротьби 2010 | Японія | греко-римська боротьба, до 84 кг | 20    |
| Чемпіонат світу з боротьби 2013 | Японія | греко-римська боротьба, до 96 кг | 5     |

### Виступи на Чемпіонатах Азії
| Змагання                       | Збірна | Вагова категорія                 | Місце  |
| ------------------------------ | ------ | -------------------------------- | ------ |
| Чемпіонат Азії з боротьби 2009 | Японія | греко-римська боротьба, до 84 кг | 11     |
| Чемпіонат Азії з боротьби 2010 | Японія | греко-римська боротьба, до 84 кг | Срібло |
| Чемпіонат Азії з боротьби 2013 | Японія | греко-римська боротьба, до 96 кг | 9      |
| Чемпіонат Азії з боротьби 2015 | Японія | греко-римська боротьба, до 98 кг | Бронза |

### Виступи на Азійських іграх
| Змагання           | Збірна | Вагова категорія                 | Місце  |
| ------------------ | ------ | -------------------------------- | ------ |
| Азійські ігри 2010 | Японія | греко-римська боротьба, до 84 кг | 11     |
| Азійські ігри 2014 | Японія | греко-римська боротьба, до 98 кг | Бронза |

### Виступи на інших змаганнях
| Змагання                                                         | Збірна | Вагова категорія                 | Місце  |
| ---------------------------------------------------------------- | ------ | -------------------------------- | ------ |
| Турнір Дана Колова — Николи Петрова 2009                         | Японія | греко-римська боротьба, до 84 кг | 8      |
| Міжнародний меморіал Дейва Шульца 2010                           | Японія | греко-римська боротьба, до 84 кг | 6      |
| Міжнародний меморіал Дейва Шульца 2011                           | Японія | греко-римська боротьба, до 96 кг | 6      |
| Золотий Гран-прі з боротьби 2011 (Сомбатгей)                     | Японія | греко-римська боротьба, до 84 кг | Бронза |
| Кубок Владислава Питласинські 2011                               | Японія | греко-римська боротьба, до 96 кг | 5      |
| Золотий Гран-прі з боротьби 2012 (Стамбул)                       | Японія | греко-римська боротьба, до 96 кг | 9      |
| Золотий Гран-прі з боротьби 2012 (Сомбатгей)                     | Японія | греко-римська боротьба, до 96 кг | 11     |
| Олімпійський кваліфікаційний турнір з боротьби 2012 (Астана)     | Японія | греко-римська боротьба, до 96 кг | Срібло |
| Кубок Владислава Пітласинські 2012                               | Японія | греко-римська боротьба, до 96 кг | Золото |
| Золотий Гран-прі з боротьби 2013 (Сомбатгей)                     | Японія | греко-римська боротьба, до 96 кг | 18     |
| Гран-прі Угорщини з боротьби 2016                                | Японія | греко-римська боротьба, до 98 кг | 15     |
| Олімпійський кваліфікаційний турнір з боротьби 2016 (Астана)     | Японія | греко-римська боротьба, до 98 кг | 7      |
| Олімпійський кваліфікаційний турнір з боротьби 2016 (Улан-Батор) | Японія | греко-римська боротьба, до 98 кг | 9      |
| Олімпійський кваліфікаційний турнір з боротьби 2016 (Стамбул)    | Японія | греко-римська боротьба, до 98 кг | 20     |

### Виступи на змаганнях молодших вікових груп
| Змагання                                      | Збірна | Вагова категорія                 | Місце  |
| --------------------------------------------- | ------ | -------------------------------- | ------ |
| Чемпіонат світу з боротьби серед юніорів 2006 | Японія | греко-римська боротьба, до 84 кг | 19     |
| Чемпіонат Азії з боротьби серед кадетів 2003  | Японія | греко-римська боротьба, до 76 кг | Золото |